# ينس كوكلاير
ينس كوكلاير (بالفرنسية: Jens Keukeleire)‏ (و. 1988  م) هو راكب دراجة هوائية، من بلجيكا، ولد في بروج، شارك في طواف فرنسا، وسباق طواف فرنسا 2014، وسباق طواف فرنسا 2017.

## سباقات أو مراحل فاز بها
| التاريخ        | السباق                          | المركز                      |
| -------------- | ------------------------------- | --------------------------- |
| 10 مايو 2009   | سيركيت دي والونيا 2009          |                             |
| 01 يناير 2010  | 2010 سباق نوكير كويرز           | الفائز في التصنيف العام     |
| 03 مارس 2010   | لو سامين 2010                   | الفائز في التصنيف العام     |
| 07 مارس 2010   | ثلاثة أيام فلاندرز الغربية 2010 | الفائز في التصنيف العام     |
| 21 مارس 2012   | دفارز دور فلاندرز 2012          | العاشر في التصنيف العام     |
| 23 مارس 2012   | إي ثري هاريل بيك 2012           | المرتبة 12 في التصنيف العام |
| 19 يونيو 2012  | 2012 Sint-Elooisprijs           |                             |
| 26 مارس 2014   | دفارز دور فلاندرز 2014          | التاسع في التصنيف العام     |
| 17 أغسطس 2014  | طواف إينكو 2014                 | الثامن في التصنيف العام     |
| 27 مارس 2015   | إي ثري هاريل بيك 2015           | التاسع في التصنيف العام     |
| 05 أبريل 2015  | طواف فلاندرز 2015               | المرتبة 19 في التصنيف العام |
| 23 أكتوبر 2016 | طواف أبو ظبي 2016               |                             |
| 01 يناير 2017  | 2017 Belgium Tour               | الفائز في التصنيف العام     |
| 28 مايو 2017   | طواف بلجيكا 2017                | الفائز في التصنيف العام     |
| 27 مايو 2018   | طواف بلجيكا 2018                | الفائز في التصنيف العام     |

## روابط خارجية
- ينس كوكلاير على موقع الاتحاد الدولي للدراجات (الإنجليزية)
- ينس كوكلاير على موقع أرشيف الدراجات (الإنجليزية)
- ينس كوكلاير على موقع إحصائيات الدراجات الإحترافية (الإنجليزية)
- ينس كوكلاير على موقع نسبة الدراجات (الإنجليزية)
- ينس كوكلاير على موقع CycleBase (الإنجليزية)
- ينس كوكلاير على موقع MTB Data (الإنجليزية)